# Daon

Daon este o comună în departamentul Mayenne, Franța. În 2009 avea o populație de 486 de locuitori.